# Paul Schmid (Schriftsteller)

Plakat von Oliver Michael Gutmann, einem Enkelsohn Paul Schmids

Paul Schmid (* 28. Februar 1895 in Sulz am Neckar; † 27. Dezember 1977 in Sulz am Neckar) war ein deutscher Schriftsteller. Seine Werke in schwäbischer Mundart veröffentlichte er unter dem Pseudonym Peter Strick.

## Leben
Paul Schmid wurde als erster von vier Brüdern in Sulz am Neckar geboren. Die Eltern, Michael Schmid und Klara geb. Dolmetsch, waren Besitzer einer Mühle in Sulz am Neckar, deren Leitung er später übernahm. Der zweite Sohn Arthur fiel im Ersten Weltkrieg in der Schlacht an der Somme als achtzehnjähriger Kriegsfreiwilliger. Der dritte Sohn war Richard Schmid, ein deutscher Jurist, Politiker und ehemaliger Präsident des Oberlandesgerichts in Stuttgart. Der vierte Sohn Walter studierte nach dem Krieg in Tübingen Jura und war Bürgermeister der Stadt Sulz am Neckar.
Schmid war nach seiner Schulzeit in Sulz am Neckar und Tübingen und seinem Germanistikstudium in Tübingen und Berlin Kriegsteilnehmer des Ersten Weltkriegs. Direkt nach seiner Heimkehr aus dem Krieg, den er schwer verwundet und nach zweijährigem Lazarettaufenthalt in Berlin überlebte, arbeitete er als Gymnasiallehrer in Aalen. Als sprach- und formgewandter Dichter wies er sich gleich nach dem Ersten Weltkrieg mit seinem Gedichtzyklus „Brüder. Eine Dichtung wider den Tod“ aus, der dem Andenken seines gefallenen jüngeren Bruders Arthur gewidmet ist. Er war Mitarbeiter verschiedener Literaturzeitschriften wie Jugend, Simplicissimus und in 'Vivos voco' von Hermann Hesse. Er verfasste zahlreiche Gedichte, Novellen, Essays, Literatur- und Kulturkritiken. Im Jahr 1931 übernahm er die väterliche Kunstmühle in Sulz am Neckar. Schmid unterhielt Freundschaften mit schwäbischen Dichtern, Schauspielern und Künstlern wie August Lämmle, Sebastian Blau, Willy Reichert, Paul Kälberer und Reinhold Nägele. 1936 veröffentlichte er unter dem Pseudonym Peter Strick den bekannten Gedichtband „Starker Tubak“ – Lyrische Schwabenstreiche.
1938 wird „Paul Schmidt“ (!) als Mitglied des in diesem Jahr anlässlich des 50. Geburtstags des württembergischen Gauleiters Wilhelm Murr gegründeten Schwäbischen Dichterkreises genannt. In der als Jahresgabe des Schwäbischen Dichterkreises 1941 untertitelten und Ende 1940 erschienenen Ausgabe der Anthologie Brot und Wein veröffentlichte Schmid das Gedicht Niemals, mein Volk ..., in dem er sich als Panegyrikus des Führers zeigt. Diesem lyrischen Werk zufolge habe der Waltende dem deutschen Volk, dem Herzvolk Europas, geboten zu herrschen, dazu den Auftrag zur größten Wendung Deines [d. i. des Volkes] Geschicks in die Hand eines Grauen gelegt und somit das Heil dem Geringsten der Krieger verkündet. Dass mit diesem geringsten (feld)grauen Krieger der Gefreite des Ersten Weltkriegs, Adolf Hitler, gepriesen wird, ist kaum ernsthaft zu bezweifeln: 

„Dieser begriff und begann. Seiner einsamen Handlung 

Wellen wuchsen, vom Sturm seiner Stimme erregt. – 

Schon ereignet sich innen das Wunder der Wandlung. 

Schon hat sein Wille die Welt in den Angeln bewegt. 

[...] 

Über dir [d. i. dem Volk] aber im Rausch seiner Sendung, der graue, 

Treue Soldat, der gehorcht und den Auftrag vollzieht. 

Tausende türmen die Quadern zum wachsenden Baue, 

Weil dieser Eine es will. Und das Große geschieht.“

Es folgten zahlreiche Gelegenheitsgedichte in schwäbischer Mundart und zeitkritische Dichtung in Tageszeitungen oder Privatdrucken zwischen 1940 und 1970. 
Schmid starb am 27. Dezember 1977, dem Todestag seines im Ersten Weltkrieg gefallenen Bruders Arthur Schmid. Paul Schmid war verheiratet mit Margot Schmid (geb. Breckle) und hat zwei Söhne.

## Ehrungen
- 1966 wurde Paul Schmid zum Ehrenbürger seiner Heimatstadt Sulz am Neckar ernannt.
- In Sulz am Neckar wurde eine Straße, der „Paul-Schmid-Weg“, nach ihm benannt.

## Zitate über Paul Schmid
- In der Natur findet er sich selbst und den Weg aus dem materialistischen Getriebe des Alltags, einer Zeit, der – wie ihm scheint – die geistige Mitte verloren ging. Dass ihn das nicht zum Menschenfeind, nicht zum Einsiedler, nicht zum Sonderling gemacht hat, das dankt Paul Schmid seiner glücklichen Natur, ungeschminkt Wahrheiten in künstlerischer Form zu sagen. Erschienen im Schwarzwälder Bote 1965.
- Hatten Hitlers Kulturpäpste schon 1936 im „Starken Tubak“ Anlass gesehen, Strick alias Schmid einen Nachfolger Tucholskys und Klabunds zu nennen, so fand er selbst in seinen Arbeiten immer mehr den Weg zum Realismus, zu den Satirikern, wurde er selbst immer mehr satirischer Kritiker einer Welt, die für ihn nichts Heiles mehr besitzt. Geschrieben von Werner P. Heyd im Schwarzwälder Bote 1970.
- (In seinen) Privatdrucken hatten sich der hochliterarische Paul Schmid der zwanziger und der volkstümliche Peter Strick der dreißiger Jahre in einer Art Synthese gefunden, die sich schon in den gemeinsamen Initialen P. S. ausdrückte [...] zugleich eine Abkürzung für 'Postskriptum', denn das waren sie ja: Postskripta zur Geschichte der Nachkriegszeit und zwanzig Jahren Bundesrepublik. Geschrieben von Ludwig Dietz, Horb am Neckar im Jahr 1970.
- Ich habe mich auf das herzlichste über die ausgezeichneten schwäbischen Verse gefreut und wünsche es sehr, mehr von dieser Art zu bekommen. Gar nichts hat das „altmeisterliche Urteil“ hinzuzufügen; und es wird nicht geschminkt und geschmeichelt, wenn ich sage, daß ich über diese Gedichte glücklich war. August Lämmle in einem Brief 1936.
- Die Gedichte haben mir zu einem guten Teil sehr gefallen [...] und ich glaube, Sie würden damit im Ländle viel Anklang finden. Dr. Owlglass alias Hans Ernst Blaich in einem Brief zum Simplicissimus 1936.
- Eine Neuausgabe der schwäbischen Gedichte Peter Stricks (scheint mir) höchst begrüßenswert, handelt es sich doch um echte Mundartgedichte, denn das Gewicht des zusammengesetzten Worts liegt ausgewogen auf dessen beiden Teilen. Ein Brillant-Feuerwerk von Geist, Witz und Humor, von satirischer und poetischer Kraft. Josef Eberle alias Sebastian Blau über den Starken Tubak 1978.

## Galerie

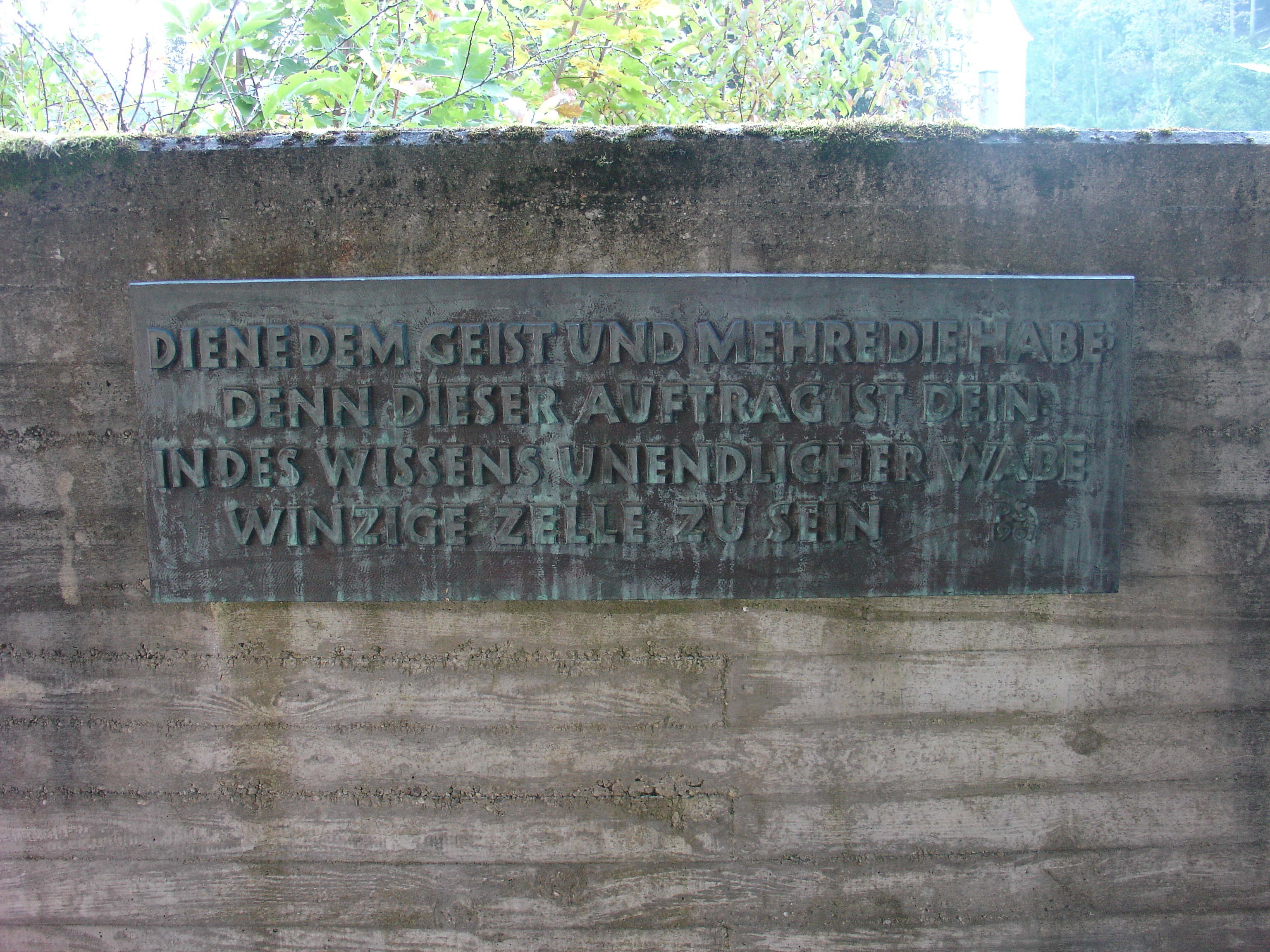
Inschrift von Peter Strick (Paul Schmid) vor dem Albeckgymnasium Sulz am Neckar
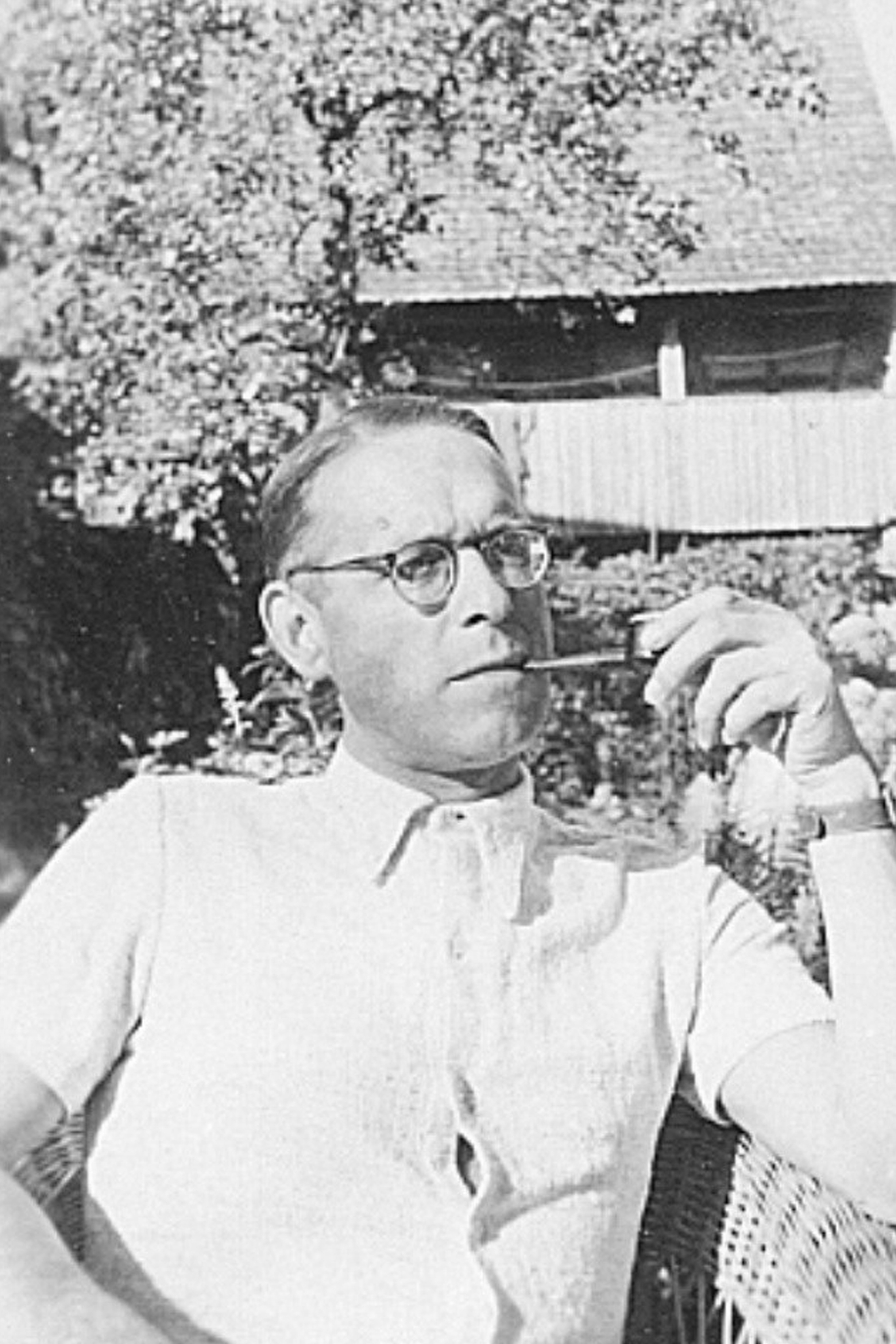
Paul Schmid, Porträt
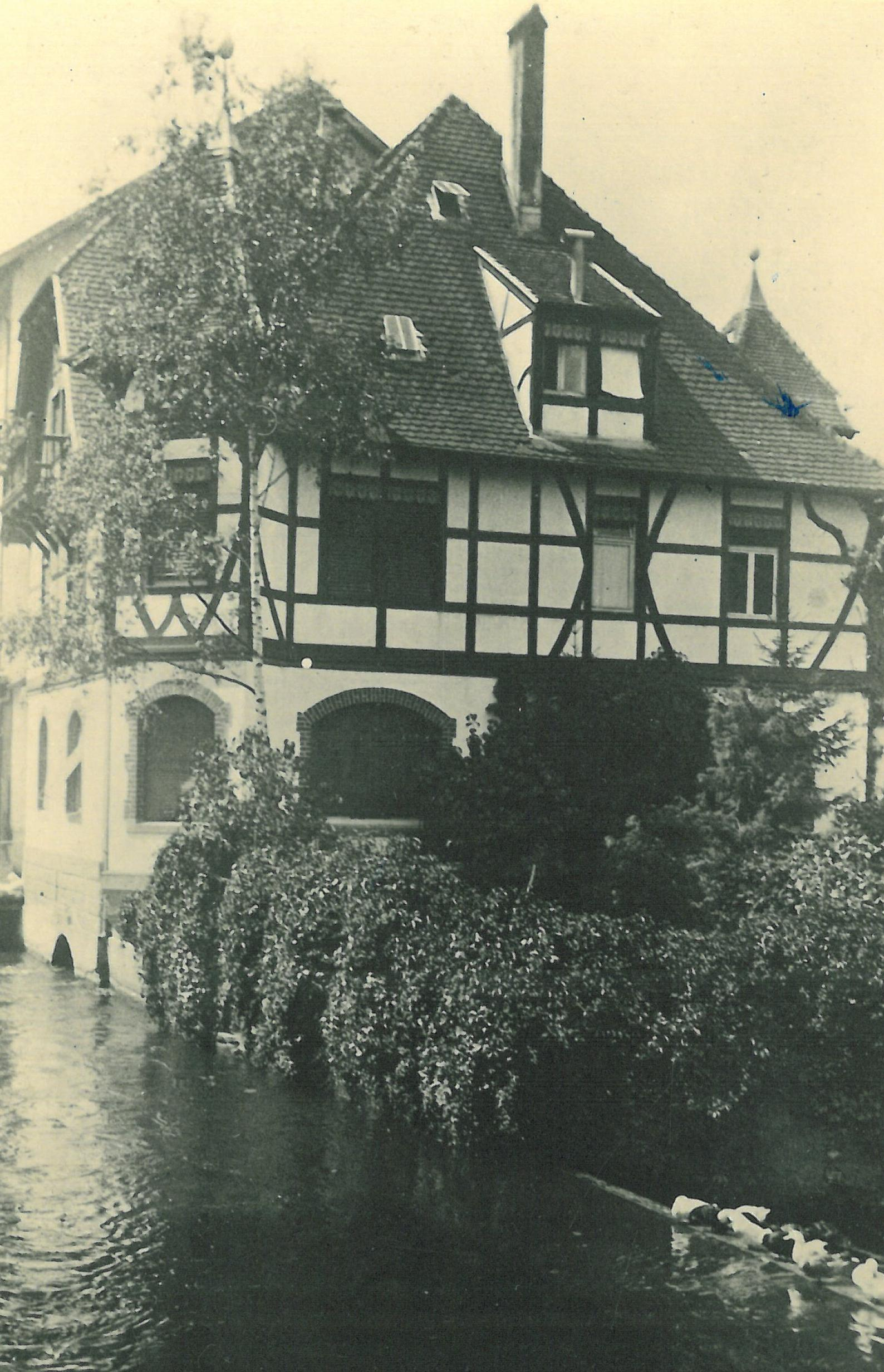
Geburts- und ehemaliges Wohnhaus von Paul Schmid in Sulz am Neckar
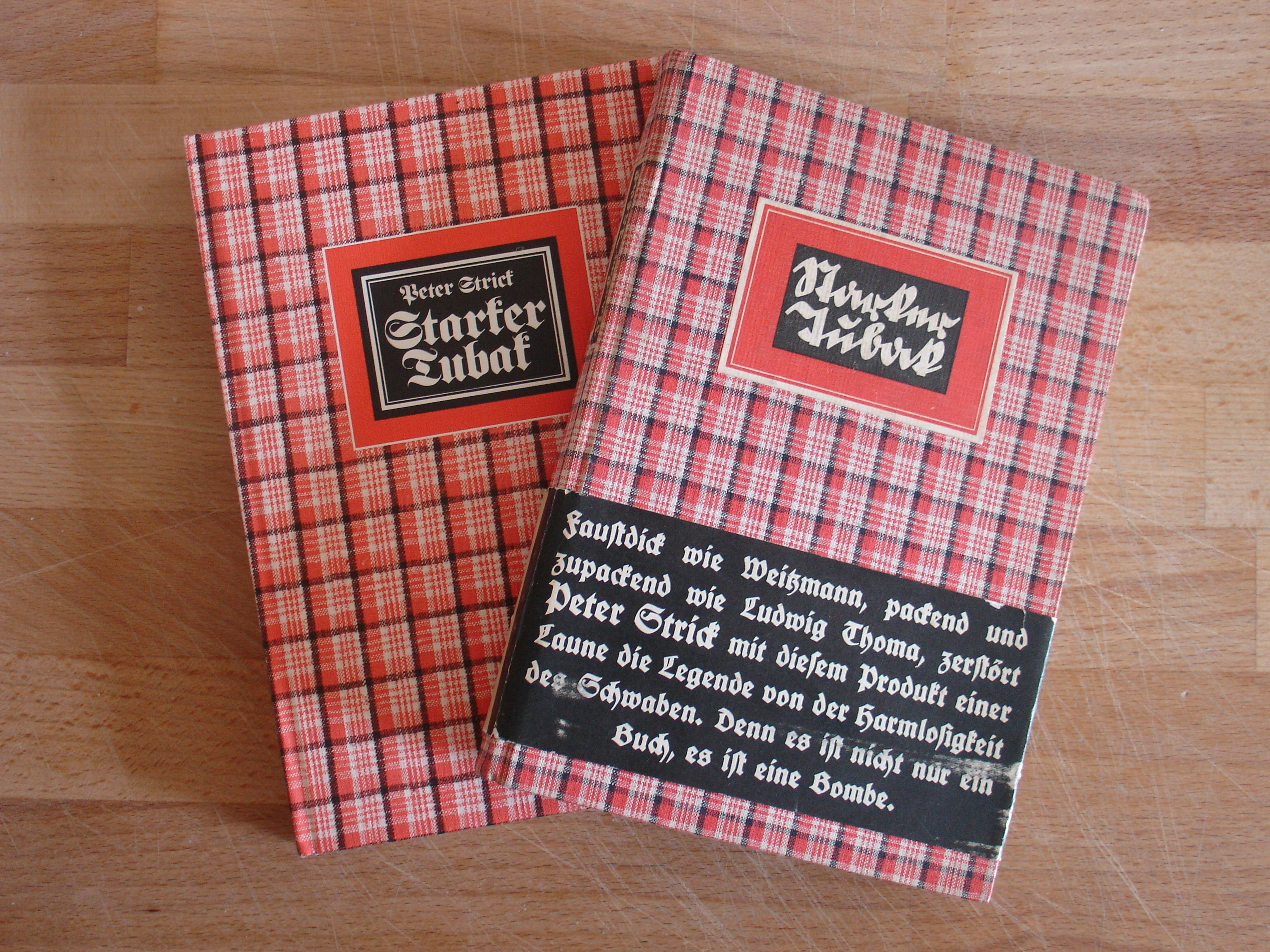
Starker Tubak, Originalauflage 1936 und Nachdruck 1978
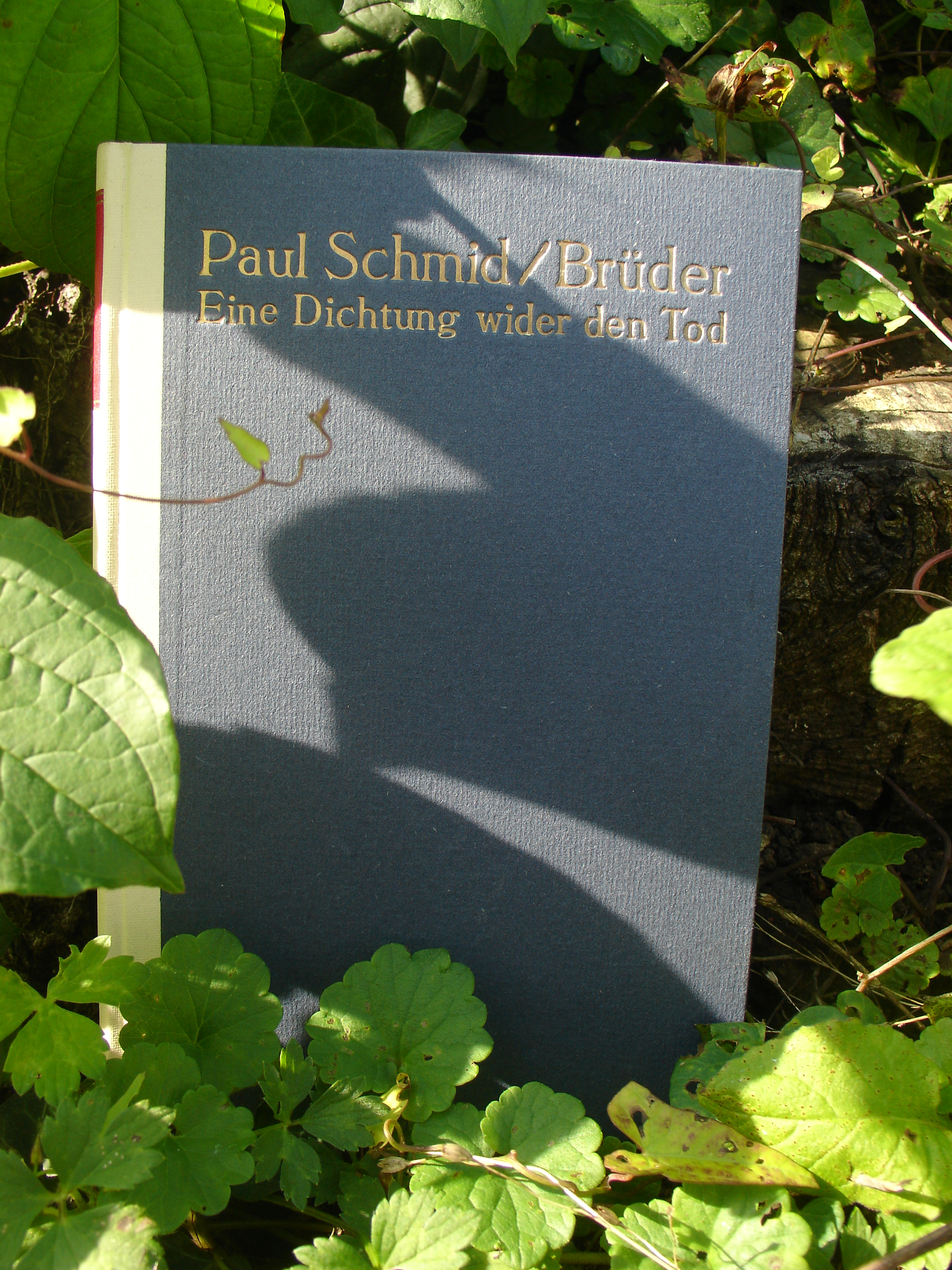
Brüder: eine Dichtung wider den Tod von Paul Schmid 1916

## Schriften
- Paul Schmid: Brüder: eine Dichtung wider den Tod, Stuttgart, Strecker und Schröder, 1919
- Strick Peter: Starker Tubak – Lyrische Schwabenstreiche, Strecker und Schröder, 1936
- Strick Peter: Starker Tubak – Lyrische Schwabenstreiche, Schweier, Kirchheim unter Teck, 1978